# Johann Karl von Horlacher

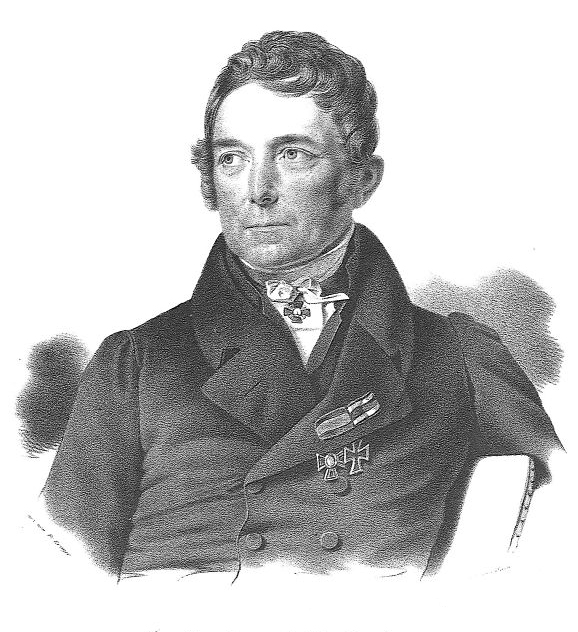
Ritter Johann Carl von Horlacher, Lithographie aus dem 19. Jahrhundert.

Johann Karl von Horlacher, später Johann Carl Ritter von Horlacher, (* 26. März 1769 in Crailsheim; † 26. März 1852 ebenda) war ein deutscher Militärarzt, preußischer Oberchirurg und Generaldivisionsarzt. Außerdem war er Schüler des Generalchirurgen Johann Friedrich Goercke, Hausarzt des preußischen Außenministers Karl August Freiherr von Hardenberg und Leibarzt des preußischen Generalfeldmarschalls Gebhard Leberecht von Blücher. Er war Rittergutsbesitzer, Schlossherr von Schloss Amlishagen.

## Leben
Johann Karl von Horlacher wurde am 26. März 1769 als Sohn einer Spitalbader- und Hospitalchirurgenfamilie in Crailsheim geboren. Nach seiner Studienzeit in Erlangen und der Ausbildung an der Militärärztlichen Akademie in Berlin zum Oberarzt, begleitete er 1806 und 1807 König Friedrich Wilhelm III. unter anderem bei der Doppelschlacht von Jena und Auerstedt, danach im Rahmen des Vierten Koalitionskriegs nach Tilsit und Königsberg.
Im Jahr 1809 wurde er zum Leibarzt des aus den Befreiungskriegen bekannten preußischen Generalfeldmarschalls Gebhard Leberecht von Blücher, Fürst von Wahlstatt, mit dem Horlacher eine tiefe Freundschaft verband. Horlacher, der sich nahezu immer im Feld befand, nahm 1813–1815 an den Befreiungskriegen und an den Schlachten von Ligny und Waterloo teil. Horlacher heilte Blücher mehrfach als Regimentsarzt und später als Generalarzt von verschiedenen Krankheiten, was Blücher zu folgendem Ausspruch bewog:

„Ja, Horlacher! Ihr seid ein braver Kerl! Ich werde in meinem ganzen Leben nicht vergessen, was Ihr an mir gethan habt.“

Am 17. Oktober 1821 erwarb Johann Karl von Horlacher das 183 ha große Rittergut Amlishagen, auf dem sich auch das Schloss Amlishagen befindet, aus der Konkursmasse der Freiherren von Holtz für 60.000 Gulden. Während seiner Zeit als Gutsherr galt er als fürsorglich, so unterstützte er unter anderem die betroffenen Bewohner beim Wiederaufbau nach einem Großbrand, verbesserte die Straßen und finanzierte den Ausbau des Schulhauses.
Johann Karl von Horlacher starb vielfach ausgezeichnet und hochangesehen im Alter von 83 Jahren an seinem Geburtstag im Jahre 1852 in seiner Vaterstadt Crailsheim.

## Ehrungen und Nobilitierungen
Für seine Verdienste in den Befreiungskriegen erhielt Johann Karl von Horlacher von König Friedrich Wilhelm III. das Eiserne Kreuz am weißen Bande. Außerdem wurde ihm von Alexander I. (Russland) sowohl der kaiserlich Russische Orden der Heiligen Anna 2. Klasse als auch der kaiserlich russische Orden des Heiligen Wladimir 4. Klasse verliehen. Während der Orden der Heiligen Anna zum persönlichen Adel führte, erhob der wie vorliegend noch vor 1900 verliehene Orden des Heiligen Wladimir Johann Karl von Horlacher in den erblichen russischen Adel.
1850 erhielt er das Ritterkreuz des Ordens der Württembergischen Krone, das mit dem persönlichen Adelsstand verbunden war. Ein Jahr später wurde er 1851 zum Ehrensenior des Eisernen Kreuzes 2. Klasse ernannt.
In Crailsheim wurde eine Straße nach ihm benannt.